# Soubrette werd’ ich nie
Soubrette werd’ ich nie ist das 1992 veröffentlichte erste Studioalbum der Berliner Popband Rosenstolz. Es erschien außerdem eine weitere, auf 100 Exemplare limitierte Auflage mit anderem Cover.

## Entstehungsgeschichte
Der Veröffentlichung des Albums im Winter 1992 gingen anderthalb Jahre voraus, in denen AnNa R. und Peter Plate sich regelmäßig in der Küche von Plates Friedrichshainer Hinterhofwohnung trafen, um Songs zu schreiben. Sie nahmen die Songs auf einem Vierspur-Tonband auf und veröffentlichten drei Kassetten, die sie privat verkauften.
Mit der Veröffentlichung des Albums blieb der erwünschte Erfolg aus. Die Band wurde vom Radio ignoriert und so blieb es bei einigen wenigen Fernsehauftritten.
Nach dem Wechsel zum Major-Label Polydor erschien das Album 1996 in einer Neuauflage in abgeänderter Form. So wurde bei der Neuauflage auf den Titel Königin verzichtet, da dieser für das Album „Die Schlampen sind müde“ neu eingespielt wurde. Auch das akustische Finale wurde weggelassen.

## Titelliste
Alle Lieder wurden von Peter Plate und AnNa R. geschrieben.
1. Soubrette werd’ ich nie – 3:39
2. Ich geh’ auf Glas – 3:53
3. Wenn Du aufwachst – 3:30
4. Schlampenfieber – 2:58
5. Kosmos – 2:59
6. Januar (Wenn die Mona Lisa weint) – 3:05
7. Erwarten ‘se nix – 2:34
8. Klaus-Trophobie – 3:15
9. Voyeur – 2:48
10. Ich geh’ jetzt aus (sonst geh’ ich ein) – 3:11
11. Magnetisch – 2:30
12. Stolz der Rose – 3:15
13. Süchtig – 2:50
14. Königin – 3:13
15. Ich geh’ auf Glas (Die Andere) – 3:00

## Monatslieder
Januar (Wenn die Mona Lisa weint) ist der Beginn der Monatslieder. Auf jedem Rosenstolz-Album ist vom Debüt Soubrette werd’ ich nie bis zum Herz-Album 2004 ein Lied mit besonderer Bedeutung mit einem Monat im Titel versehen worden. Laut Peter Plate kam die Idee folgendermaßen zustande: „Diese lustige Idee hatten wir, während unser zweites Album in Arbeit war. Auf unserem ersten Album gab es den Song ‚Januar‘ und unser damaliger Produzent Tom Müller meinte: ‚Wie findet ihr die Idee, auf dem zweiten Album den Song ›Februar‹ zu veröffentlichen?‘ AnNa und ich fanden die Idee genial und meinten, dass wir das mit jedem Album machen sollten! Damals wussten wir noch nicht, dass wir das zu aller Überraschung wirklich bis zum ‚Dezember‘-Song durchziehen würden. […] Nebenbei bemerkt sind uns diese Songs besonders nah und wir wollten ihnen dadurch einen Kniefall machen.“
| Monat     | Titel                      | Tonträger                     |
| --------- | -------------------------- | ----------------------------- |
| Januar    | Wenn die Mona Lisa weint   | Soubrette werd’ ich nie       |
| Februar   | Viel zu kalt               | Nur einmal noch               |
| März      | Traum von Fliegen          | Mittwoch is’ er fällig        |
| April     | Zu treu                    | Objekt der Begierde           |
| Mai       | Dunkle Wolken              | Die Schlampen sind müde       |
| Juni      | Herzensschöner             | Alles Gute                    |
| Juli      | Nackt                      | Zucker                        |
| August    | Wenn du nicht mehr da bist | Zuckerschlampen live          |
| September | Septembergrau              | Kassengift                    |
| Oktober   | Ganz unten                 | Es könnt ein Anfang sein CD 1 |
| November  | Tag in Berlin              | Macht Liebe                   |
| Dezember  | Augenblick                 | Herz                          |

Neuauflagen des Albums gab es 1993, 1996 und 2002. Des Weiteren erschien 2007 eine Neuauflage des Albums als Deluxe Edition, welche auf Platz 93 in die deutschen Albumcharts einstieg. Sie enthielt neben dem regulären Album diverse Demosongs auf einer Bonus-CD und erste Fernsehauftritte auf einer Bonus-DVD.
Alle Songs wurden remastert. Das Album enthält nun wieder das komplette Tracklisting der Erstveröffentlichung, also auch die Ur-Version von „Königin“, die bei späteren Veröffentlichungen „unterschlagen“ wurde, außerdem auch das gesprochene Outro.

## Singleauskopplungen
- 1992: Ich geh’ auf Glas
- 1993: Schlampenfieber

## Chartplatzierungen
Soubrette werd’ ich nie erreichte die deutschen Charts erstmals nach einer Wiederveröffentlichung 2007.
| ChartsChartplatzierungen | Höchstplatzierung | Wochen |
| ------------------------ | ----------------- | ------ |
| Deutschland (GfK)        | 93 (1 Wo.)        | 1      |